# Vattenmelonen
Vattenmelonen (engelska: Watermelon) är en roman av Marian Keyes, publicerad 1995 och översatt till svenska 1998 av Lina Erkelius. Vattenmelonen anses vara startskottet för chicklit.

## Handling
Romanen handlar om Claire som samma dag som hennes barn föds blir lämnad av sin man för en annan kvinna. Hon åker hem till Irland för att återhämta sig hos sin familj. Claire ställer till med ett helvete tills hon en dag träffar sin systers pojkvän.